# Bursera hindsiana
Bursera hindsiana är en tvåhjärtbladig växtart som först beskrevs av George Bentham, och fick sitt nu gällande namn av Engler. Bursera hindsiana ingår i släktet Bursera och familjen Burseraceae. Inga underarter finns listade i Catalogue of Life.